# Cyphopterum mogadoricum
Cyphopterum mogadoricum är en insektsart som beskrevs av Lindberg 1954. Cyphopterum mogadoricum ingår i släktet Cyphopterum och familjen Flatidae. Inga underarter finns listade i Catalogue of Life.